# امانس، ائوب
امانس، ائوب (به فرانسوی: Amance, Aube) یک کمون در فرانسه است که در Canton of Vendeuvre-sur-Barse واقع شده‌است.

## خصوصیات
امانس ۲۲٫۸۸ کیلومترمربع مساحت و ۲۷۵ نفر جمعیت دارد و ۱۶۰ متر بالاتر از سطح دریا واقع شده‌است.